# Melani (apellido)
Melani es un antiguo apellido de origen italiano, considerado un apellido de tipo toponímico o patronímico, dependiendo de la región. El primer registro se remonta a un documento Piamontés del año 1305, que referencia al apellido Melanus, en su variante en latín.Se encuentra relacionado con destacados artistas del barroco y del renacimiento florentino, en disciplinas como la composición, pintura, y artes escénicas.

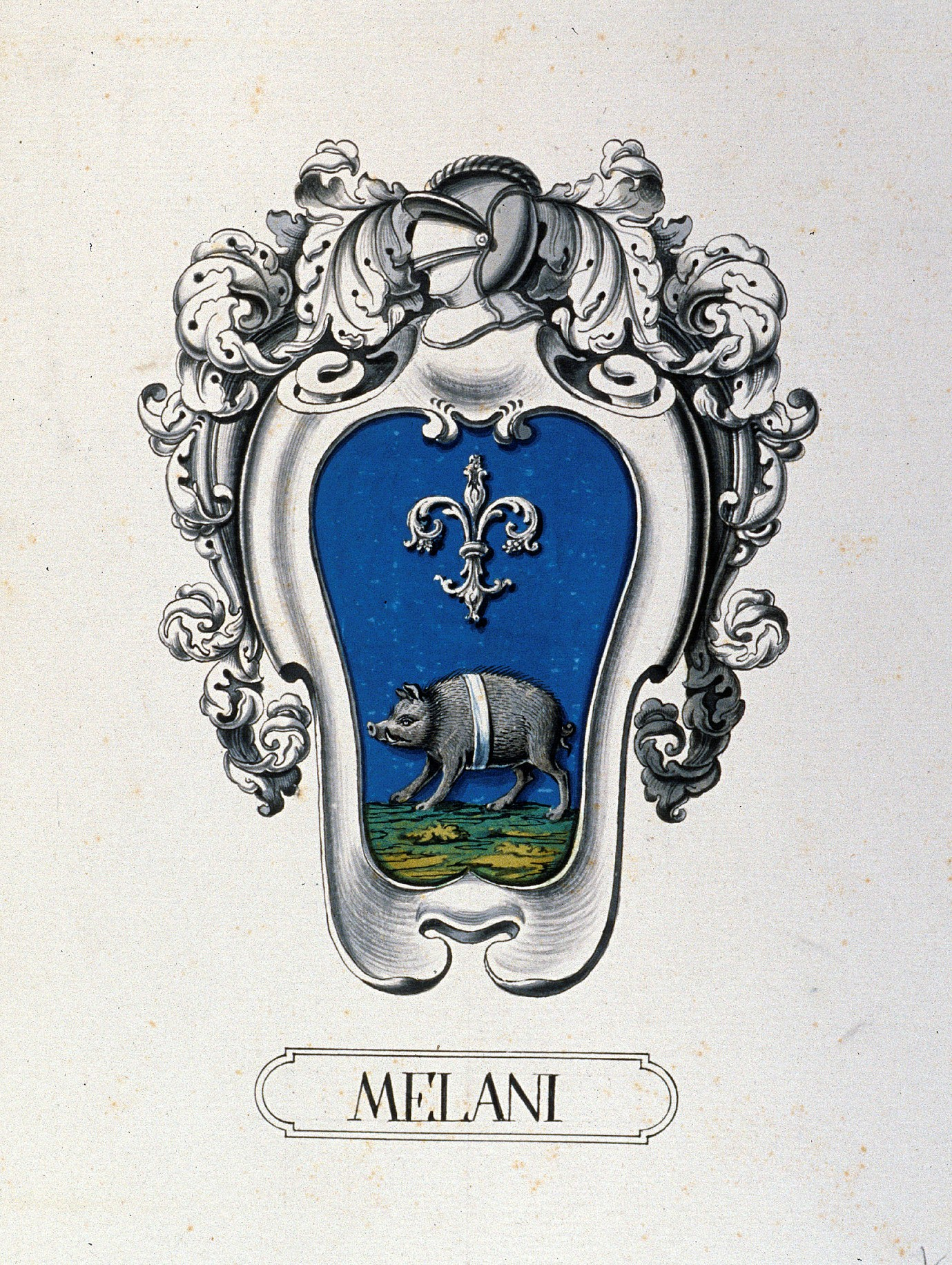
Escudo de la familia Melani

## Orígenes
Históricamente, se le asocia a las provincias de la Toscana, particularmente con las áreas de Montale, Pistoia, y Prato. Su origen etimológico sugiere que podría derivarse de un nombre personal de origen griego, «Mélas,» que significa «negro» u «oscuro». Esto indica que el apellido podría haberse utilizado originalmente para describir a alguien con características físicas particulares, como el color del cabello o de la piel.

## Distribución geográfica
En Italia, el apellido se encuentra más comúnmente en las provincias de Pistoia, Prato y Florencia, todas ellas dentro de la región toscana. Sin embargo, hay registros de familias Melani en otras partes del país, particularmente en Roma y Milán, donde algunos miembros emigraron durante la expansión industrial de finales del siglo XIX.
En los países de América Latina, como Chile, Argentina, y Brasil, el apellido Melani llegó con las olas migratorias italianas entre los siglos XIX y XX.
Argentina
En Argentina, el apellido Melani está principalmente concentrado en la región de Buenos Aires y la Pampa, áreas que recibieron grandes cantidades de inmigrantes italianos durante los siglos XIX y XX. Buenos Aires, como una de las ciudades con mayor población de origen italiano fuera de Italia, se convirtió en un centro clave para la expansión del apellido. En Santa Fe, algunas ramas de la familia Melani se integraron en la industria vitivinícola y otros sectores productivos.
Brasil
El país fue otro destino importante para los Melani, especialmente en la región de São Paulo y el sur del país, donde muchos inmigrantes italianos encontraron trabajo en las plantaciones de café y en la industria manufacturera.
Chile
En Chile, el apellido Melani está presente en la zona centro-sur del país, principalmente en la denominada cuenca del carbón de la Región del Biobío, en donde los inmigrantes italianos se asentarían en la localidad de Schwager, en pleno auge de la explotación del carbón a inicios del S.XX. Los ítalo-descendientes de la familia Melani se concentrarían con mayor prevalencia en las ciudades de Coronel y Concepción, en la Región del Biobio y en Santiago, en la Región Metropolitana.
En 1878 se edita I Melani a Firenze, (en español: «Los Melani de Florencia»), un epistolario que recopila las cartas entre Giuseppe Melani y Franceso Melani en la Florencia del Renacimiento.